# Frank Brown
Frank Brown, född 8 augusti 1846 i Carroll County, Maryland, död 3 februari 1920 i Baltimore, Maryland, var en amerikansk demokratisk politiker. Han var guvernör i delstaten Maryland 1892–1896.
Browns farfar Abel Brown hade utvandrat från Skottland. Fadern Stephen T. Cockey Brown var jordbrukare. År 1879 gifte sig Frank Brown med Mary Ridgely och paret fick två barn. Brown var postmästare i Baltimore innan han blev guvernör.
Brown efterträdde 1892 Elihu Emory Jackson som guvernör och efterträddes 1896 av Lloyd Lowndes. Presbyterianen Brown avled 1920 och gravsattes på Green Mount Cemetery i Baltimore.